# Viorica Țurcanu
Viorica Țurcanu (nume de fată Draga, n. 26 aprilie 1954, București, România) este o scrimeră română specializată pe floretă, laureată cu bronz pe echipe la Campionatul Mondial de Scrimă din 1978, locul I la Cupa Europei pe echipe in 1979 (Torino), locul I la Jocurile Mondiale Universitare din 1973 (Moscova) și 1981 (București), multipla campioana balcanica.
A început să practice scrima la ȘS nr. 1 sub îndrumarea antrenorului Cornel Pelmuș. A fost campioană a României de tineret în 1971 și 1974 și campioană națională la seniori în 1974 și 1975 cu CSA Steaua. Cu lotul olimpic a cucerit medalia de bronz la Campionatul Mondial de Scrimă din 1978, clasându-se pe locul 5 la individual la aceeași competiție, și a participat la Jocurile Olimpice din 1980 de la Moscova. Pentru realizările sale a fost numită Maestru emerit al sportului în 2000.